# Johnny Terney Hansen
 Der er flere personer med dette navn, se Johnny Hansen.
Johnny Terney Hansen (født 14. november 1943) er en tidligere dansk fodboldspiller. Han opnåede 45 landskampe for Danmarks fodboldlandshold og scorede 3 mål. Han blev kåret til Årets Fodboldspiller i Danmark i 1967.

## Biografi
Johnny Terney Hansen er opvokset i Vejle og indledte karrieren i Vejle Boldklub. Efter udnævnelsen til Årets Fodboldspiller i Danmark i 1967, blev han blev udlandsprofessionel i 1968, da Bundesligaklubben 1. FC Nürnberg hentede ham til Vesttyskland. 
Efter to år i Nürnberg blev han i 1970 solgt til storklubben Bayern München, hvor han blev fast mand som højre back. Han blev dermed en del af det legendariske Bayern-hold fra begyndelsen af 1970'erne, der talte stjerner som Franz Beckenbauer, Sepp Maier og Gerd Müller. 
I 1971 vandt holdet den vesttyske pokalturnering og fik en 2. plads i Bundesligaen. I årene 1972, 1973 og 1974 blev han tysk mester med holdet.
Tre år i træk fra 1974 til 1976 vandt holdet desuden Mesterholdenes Europa Cup (UEFA Champions League). I 1975 måtte Johnny Terney Hansen dog følge finalen fra sygesengen som følge af en blodprop i benet. 
I 1976 vandt Johnny Hansen sammen med Bayern München desuden verdensmesterskaberne for klubhold. Johnny Terney Hansen blev den første, der scorede et mål på Olympiastadion München. Det skete den 28. juni 1972 i sidste spillerunde af Bundesligaen hvor det tyske mesterskab blev afgjort i en kamp mellem FC Bayern München og FC Schalke 04 foran 79.012 tilskuere. Slutresultatet blev 5-1 til FC Bayern München. 
Johnny Terney Hansen vendte efter 6 år i Bayern i 1976 tilbage til Vejle. Her vandt han i 1978 Danmarksmesterskabet med Vejle Boldklub.
Johnny Hansen spillede 45 landskampe for det danske landshold og scorede 3 mål. Han var i en længere periode væk fra landsholdet på grund af DBU's daværende regel om ikke at benytte udlandsprofessionelle på landsholdet.

## Titler & Kåringer
Vesttyskland:
- Verdensmesterskaberne for klubfodbold: 1976
- Europacuppen for mesterhold: 1974, 1975, 1976
- Tysk mester: 1972, 1973, 1974
- DFB-Pokal: 1971

Danmark:
- Dansk mester: 1978
- Årets Fodboldspiller i Danmark: 1967